# آندره کانا-بیییک
آندره کانا-بیییک (انگلیسی: André Kana-Biyik؛ زادهٔ ۱ سپتامبر ۱۹۶۵) بازیکن فوتبال اهل کامرون بود.
از باشگاه‌هایی که در آن بازی کرده‌است می‌توان به باشگاه فوتبال لو آور و باشگاه فوتبال متس اشاره کرد.
وی همچنین در تیم ملی فوتبال کامرون بازی کرده‌است.